# マイリー・サイラス
マイリー・レイ・サイラス（Miley Ray Cyrus、1992年11月23日 - ）は、アメリカ合衆国出身のシンガーソングライター、女優、音楽プロデューサー、慈善家。出生名はデスティニー・ホープ・サイラス。ソロキャリアでのアルバムセールスは2,200万枚を超え、シングルセールスは2億枚を越える。総売り上げ枚数は2億5,900万枚。
主演ドラマ『シークレット・アイドル ハンナ・モンタナ』は40ヶ国以上で1億3,000万人以上の視聴者を獲得するなど社会現象になるほどの人気を獲得し、フランチャイズの売り上げは1億USドル、関連CDの売り上げは1,500万枚以上にも登った。
大胆なイメージチェンジを図った2013年のアルバム『バンガーズ』からは全米全英それぞれでナンバーワンヒットが生まれ、2023年のシングル「フラワーズ」は全世界でチャートを制し、グラミー賞も受賞している。

## 生い立ち
1992年11月23日、アメリカ合衆国テネシー州フランクリン で、カントリー歌手の父ビリー・レイと母レティシアの下に次女として生まれ、ナッシュビルの農場で育つ。両親とも再婚であり、出生時はまだ結婚していなかった。よく笑うことからスマイリーと呼ばれるようになり、それが短縮されてマイリーとなった。
兄弟は5人で、兄トレイス、姉ブランディ、弟ブレイズン・チャンス、妹ノア・サイラスがいる。尚、トレイス、ブランディはレティシアの連れ子であり、血は半分しかつながっていない。トレイス、ブレイズンとノアはマイリー同様歌手として活動している。
また、ゴッドマザーはカントリー歌手のドリー・パートンである。

## 来歴

### 幼少期
9歳の時に初のモデル・デビューをする。
2001年から2004年に放送していたテレビドラマ『Doc』にビリー・レイが出演していた際、スタジオに連れて行かれ、演技に興味を持つようになる。2003年、『Doc』にゲストとして出演。同年、ティム・バートン監督の『ビッグ・フィッシュ』にも端役ながら出演した。

### ディズニー・チャンネル・スターとして

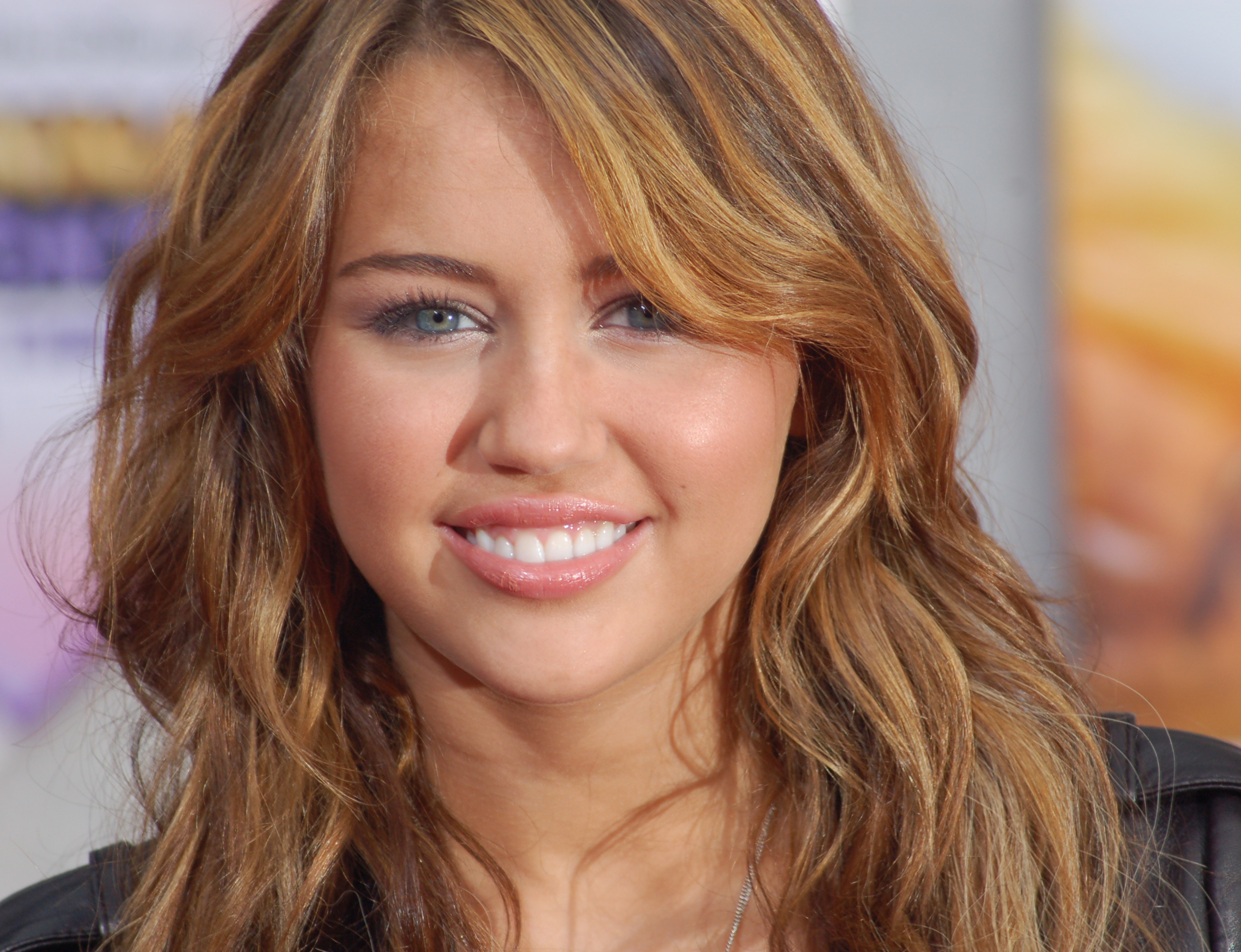
ハンナ・モンタナ時代のマイリー・サイラス（2009年）

そして、2006年に放送開始されたディズニー・チャンネルのテレビドラマ『シークレット・アイドル ハンナ・モンタナ』で、主人公マイリー・スチュワート役として出演。初回放送時は500万人が視聴した。ドラマの大ヒットにより、一躍ティーンアイドルとなる。また、ビリー・レイが父親役で共演している。ドラマはシーズン4まで放送された。
「ハンナ・モンタナ」から出た第一弾のサウンドトラックは、全米チャートでTVサントラとしては史上初となる1位を獲得した。第二弾の半分はハンナ・モンタナ名義、もう半分は彼女名義でリリースされた。これも1位を獲得し、2枚は1年以内にリリースされたので当時14才だった彼女は1年以内に2枚のアルバムで1位を獲得した最年少の人間になった。、映画版も含めてサウンドトラックは5枚製作され、そのうちの3枚が全米のBillboard 200で1位を獲得した。
2007年の『ベスト・オブ・ボス・ワールズ・コンサート・ツアー』ではコンサート・チケットが2万ドルにまで跳ね上がったものもあり、あまりに入手困難で、つり上がった値段に苦情が殺到する。
2008年のマイリー・サイラス名義で初のアルバム『ブレイクアウト』は全世界で200万枚を売り上げ、日本でもオリコン初登場10位、洋楽チャート1位を獲得。
2009年には「ハンナ・モンタナ」のコンサートツアーの模様とその舞台裏を3D映画化した『ハンナ・モンタナ ザ・コンサート 3D』が公開。興行収入は31億ドル。ドラマの映画版『ハンナ・モンタナ/ザ・ムービー』も公開され、ともに全米興業成績第一位となる。
16歳の誕生日に、ディズニー側がマイリーのために3億円でディズニーランドを貸切ってバースデーパーティーを開いた。その収益金は寄付された。
2008年には『タイム』誌の最も影響力のある100人の人々の内の一人、米『ピープル』誌の最も美しい100人の内の一人に選ばれ、『フォーブス』誌の有名人100では2,500万ドルを稼ぎ35位だった。2009年には29位に上がった。

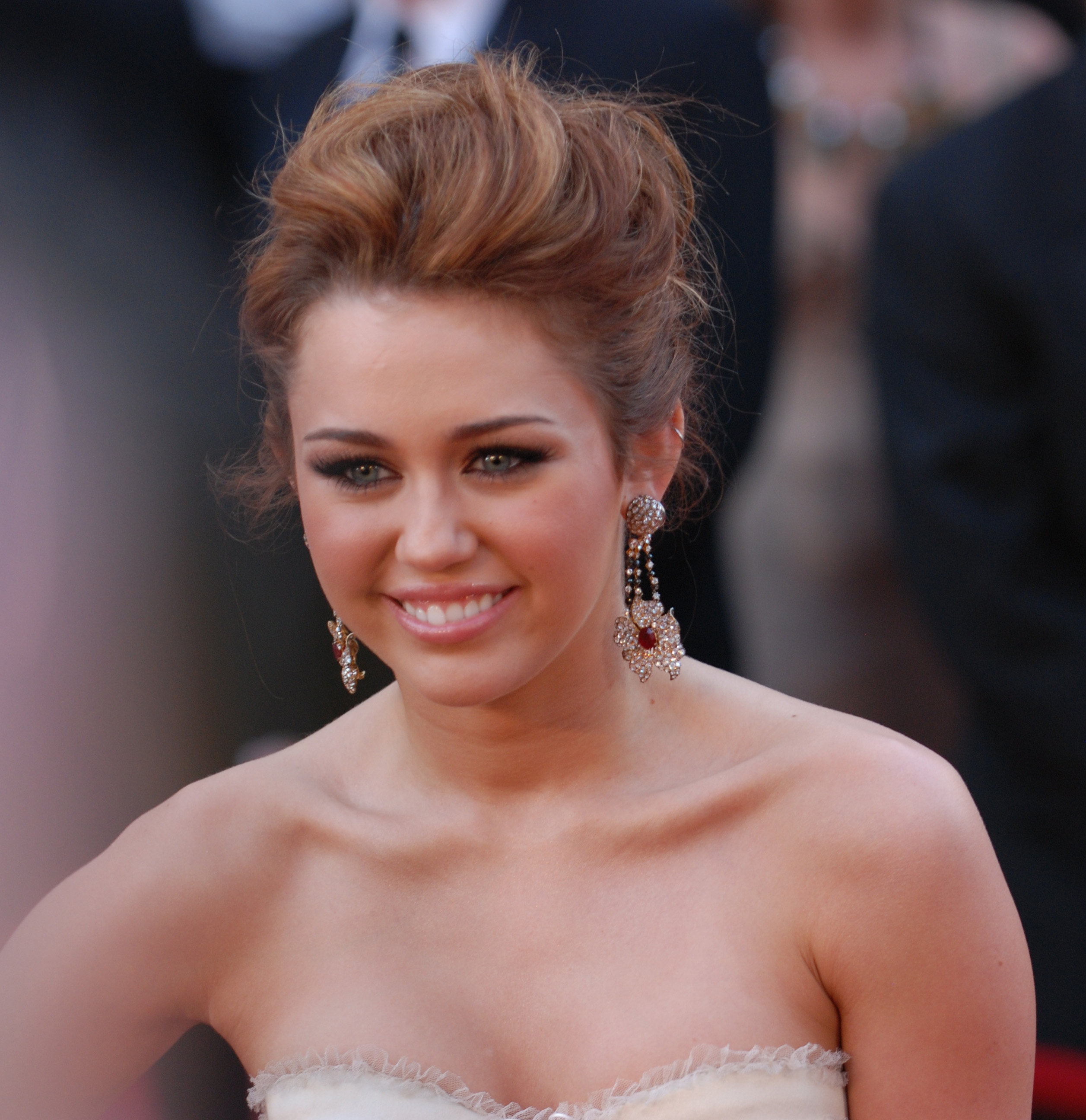
アカデミー賞のレッドカーペットにて（2010年）

2009年3月に16歳にして自伝本『Miles To Go』を発表。著書内では成功までの道のり、過去の恋愛などを述べている。また、この本で自分が不整脈であるということを告白した。契約金は10億円だった。
第44代アメリカ合衆国大統領バラク・オバマの就任を祝ったイベント『ウィ・アー・ザ・フューチャー』に参加。オバマの2人の娘は、共にマイリーの大ファン。
2009年のEP『タイム・オブ・アワ・ライヴズ』からのシングル「パーティ・イン・ザ・U.S.A.」が大ヒットし、Billboard Hot 100で2位を獲得した。この歌はヒットから何年もたっても愛されていて、彼女を象徴する歌のひとつになっている。
2年ぶりのツアー『ワンダー・ワールド・ツアー』では、ロンドンの02アリーナで、16,196人を動員し、ボン・ジョヴィが持つ史上最高動員記録を塗り替えた。
6月23日にサード・アルバム『キャント・ビー・テイムド〜ワタシ革命〜』をリリース。ディズニーのアイドルながらいままでにない大人っぽいイメージを前面に出し、話題となった。

### 2013-2015年:『バンガーズ』

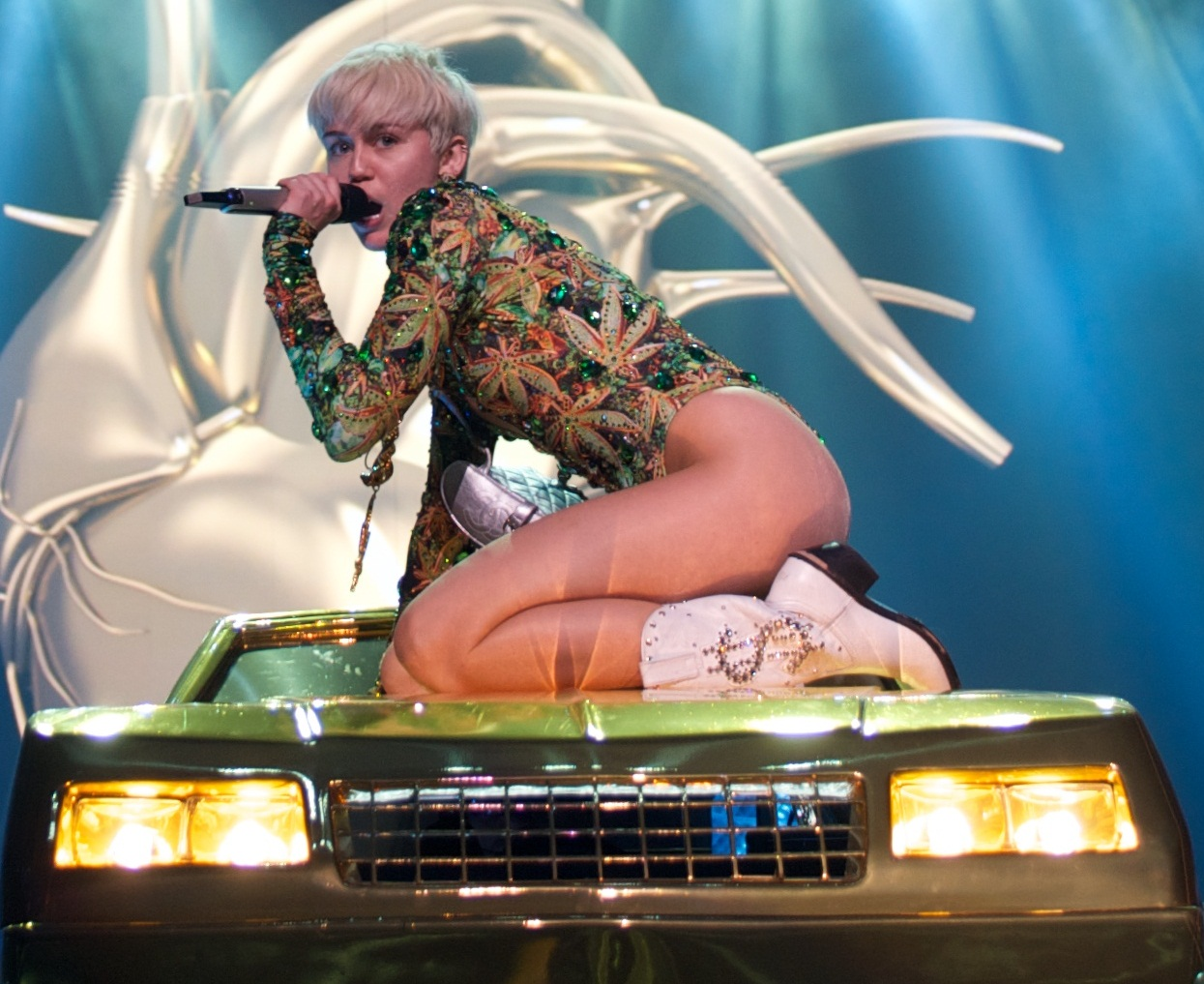
「バンガーズ・ツアー」でのマイリー（2014年、バンクーバー）

2013年ソニーミュージック傘下のRCAレコードに移籍後初のシングル「We Can't Stop」をリリースし、全英1位、全米2位を記録。続くシングル「Wrecking Ball」のMVでは全裸でボールの上にまたがるなどし、今までの彼女のイメージを塗り替えた。これは6日間でYouTubeの視聴回数1億回を突破するという歴代最速の偉業を成し遂げ、全米・全英1位になるなど大ヒットを記録。
2013年8月25日（現地時間）に開催された『MTVビデオ・ミュージック・アウォーズ』に出演した際、ステージ上で衣装を脱いで下着姿になり、デュエット相手のロビン・シックに抱き付いたり、突き出した尻をシックの股間にあてがうなどのパフォーマンスを披露。大きな反響を呼んだ。
2014年6月14日に行われた『MTV VMAJ2014』でノミネートされていた「We can't stop」がBest Female Video賞(最優秀女性アーティストビデオ賞)を受賞。国内のアワードで受賞するのはこれが初めて。会場で流れたファン向けの映像で「会場には来れなかったけれど来年日本に行こうと思うの! みんなありがとう!」と述べる。
2013年10月、4枚目となるアルバム『バンガーズ』が、日本を含む世界70ヶ国のiTunesトップアルバムチャートで1位を獲得。
2015年8月20日、5作目のアルバム『Miley Cyrus & Her Dead Petz』を自主リリースする。

### 2016年 - 現在：初のグラミー賞

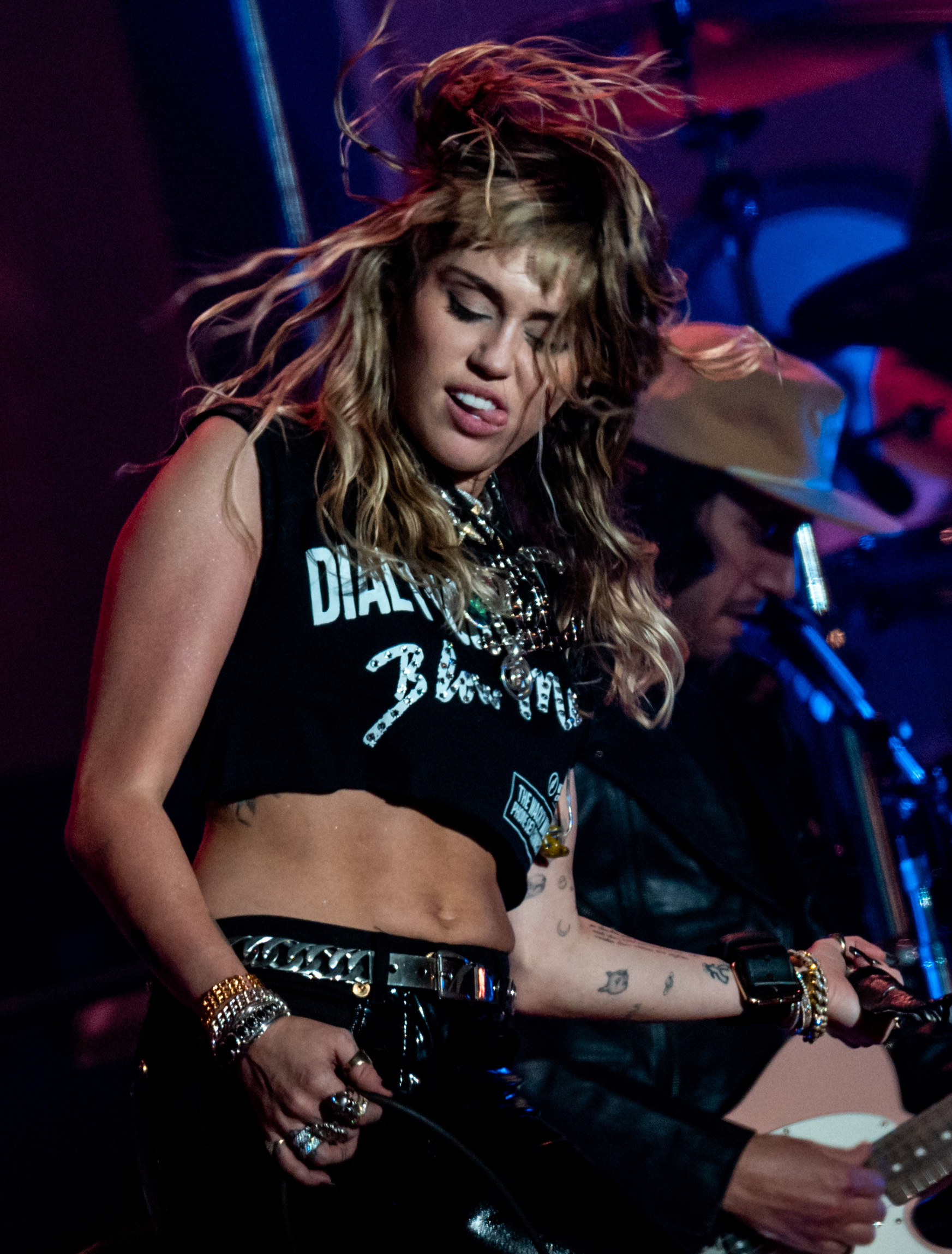
2022年

2017年9月29日、6作目のアルバム『ヤンガー・ナウ』をリリースする。音楽的にはポップ要素が後退し、カントリーロックを主体とするアルバムとなった。『バンガーズ』辺りから過激になっていたマイリーのビジュアルも比較的落ち着きのある衣装に変化した。
2020年11月27日、7作目のアルバム『プラスティック・ハーツ』をリリースした。
2023年3月10日、8作目のアルバム『エンドレス・サマー・バケーション』をリリースする。全米3位・全英1位を記録。先行シングル「Flowers」は世界中で大ヒットし、全米・全英含む多くの国でシングルチャートを制した。
2024年の第66回グラミー賞では「Flowers」が2部門(年間最優秀レコードと最優秀ポップ・ソロ・パフォーマンス賞)を受賞し、マイリーにとって初めてのグラミー受賞を果たす。
2024年8月、『シークレット・アイドル ハンナ・モンタナ』などの功績が評価され、ディズニー・レジェンドを受賞した。

## 名前
幼少時、常に笑顔が絶えないことから父親にスマイリー (Smiley) と呼ばれるようになり、後にSが取れ、マイリー (Miley) が愛称となる。出生名はデスティニー・ホープ・サイラスだったが、ステージネームもマイリー・サイラスとして活動するようになった。そして2008年、本名をマイリー・レイ・サイラスに改名。これは祖父への尊敬を込めて付けられた名前であり、「みんな私をマイリーやマイリー・レイと呼ぶんです。運転免許をとることにしたし、いくつも違う名前があるとゴチャゴチャしちゃうから、本名もマイリー・レイに変えることにしました。」と彼女は語っている。　また、マイリーは『シークレット・アイドル ハンナ・モンタナ』で、マイリー・スチュワート役を演じているが、もとの役名はクロエ・スチュワートだった。だが、クロエの役柄が、当時のマイリーとそっくりで、名前もいろいろあると面倒になることから、マイリー・スチュワートとなった。

## 人物

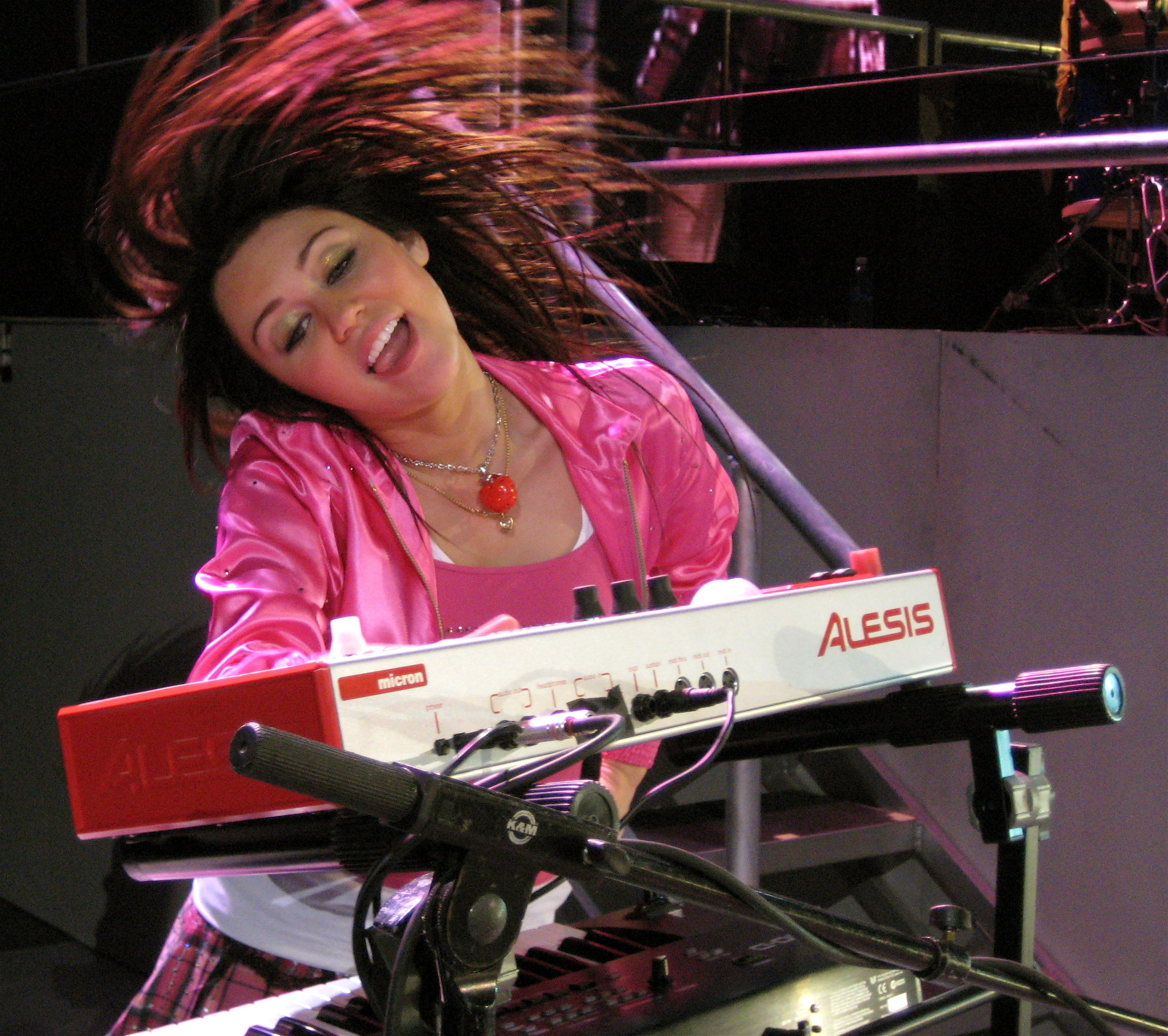
マイリー・サイラス（2007年）

10代前半の時に彼女はクラスメートよりも背が低くやせていたことや、父親が一発屋であることからクラスメイトによりイジメられていた。イジメについてはトイレに閉じ込められるなど、本人にとって悩みの種であった。
明るくカラッとした性格で、そのはっちゃけ振りから常にゴシップ誌を賑わせている。ハスキーボイスも特徴的。彼女と同じく全米で大人気のバンド、ジョナス・ブラザーズのニック・ジョナスと交際していたことが知られている。「デートした初日に恋人になって、ニックとは互いに愛し合っていたわ。別れたときはひどく落ち込んだし、別れてから1か月間はわめき続けた」と米誌『セブンティーン』に語っている。また、ニックと別れた傷心から髪を黒く染めたことについては「ニックが可愛いと思うすべてのことに反抗したかったの」と語っていて、全米チャートでTop10入りしたヒットシングル「7 Things」ではニックのことを歌っていると話題を呼んだ。なおニックは彼女と別れた後、「ハンナ・モンタナ」にも出演していたディズニーチャンネルスターのセレーナ・ゴメスとの交際が噂になり、一部では彼女とセレーナの不仲説が報道されているが、この件に関しては彼女もセレーナも共に否定した。2009年に彼女はニックは今でも大親友だと発言している。2010年9月16日、親友のデミ・ロヴァートやニックの兄でデミの元カレのジョーと共に、ニックの18歳の誕生日会にも出席し、ボウリングを楽しむ姿も。2012年に、ニック・ジョナスがWedding Bellsという曲をコンサートで披露する。その内容は、明らかにマイリーの事について書いてあり、「君以外の女の子を愛せない」といったものであった。マイリーはこれを認めており、ニックも否定していない。
『ハンナ・モンタナ』で共演しているエミリー・オスメントや、同じくディズニー・チャンネルから大ヒットしたドラマ『ハイスクールミュージカル』のヴァネッサ・ハジェンズ、アシュレイ・ティスデイル、歌手テイラー・スウィフトなどと仲が良かった頃は、一緒に買い物をしたり、サイクリングをしている姿がよくパパラッチされている。また、デミ・ロヴァートとも一緒に食事に行くなどしていて仲が良かったがディズニー・スターから離れると、交遊も無くなった。だが、エミリー・オスメントとは初めはあまり仲が良くなく、ちょっとしたライバル心を抱いていた、とマイリーは自身の自伝で書いていた。エミリー、デミ、アシュレイ、テイラー、は彼女の誕生日パーティーにも出席している。マイリーの主演映画"LOL:Laughting Out Loud"（ラフティング・アウト・ラウド）で共演した、ジョーの彼女のアシュレイ・グリーンとも仲良しに。世界で一番ホットだとマイリーが言うザック・エフロンとも仲が良い。オジー・オズボーンの娘のケリー・オズボーンと仲が良く、マイリーとケリーは、お互いにツイッター上でツーショット写真をアップしている。マイリーは、ツイッター中毒と言われるほどツイッターを頻繁に利用しており、レディー・ガガ、ブリトニー・スピアーズ、ケイティ・ペリー、マイケル・ジャクソンの娘のパリス・ジャクソンなどといった有名人と、ツイッター上でよくチャットをしている。
ハローキティが大好きで、愛車のトヨタ・プリウス（16歳の誕生日プレゼント）にもハローキティのマットレスを敷いている。「ハローキティが大好き!日本には最高に大きくて楽しいストアがあるって言うし、私コレクションしてるから、そこに行きたい!」と語った。
マドンナの大ファンであり、2014年には『MTVアンプラグド』で共演し、自身の「ウィー・キャント・ストップ」とマドンナの「ドント・テル・ミー」のマッシュアップを披露したり、2022年に音楽フェスティバルに出演した際にも、自身の持ち歌の他にマドンナの「ライク・ア・プレイヤー」をカバーしている。

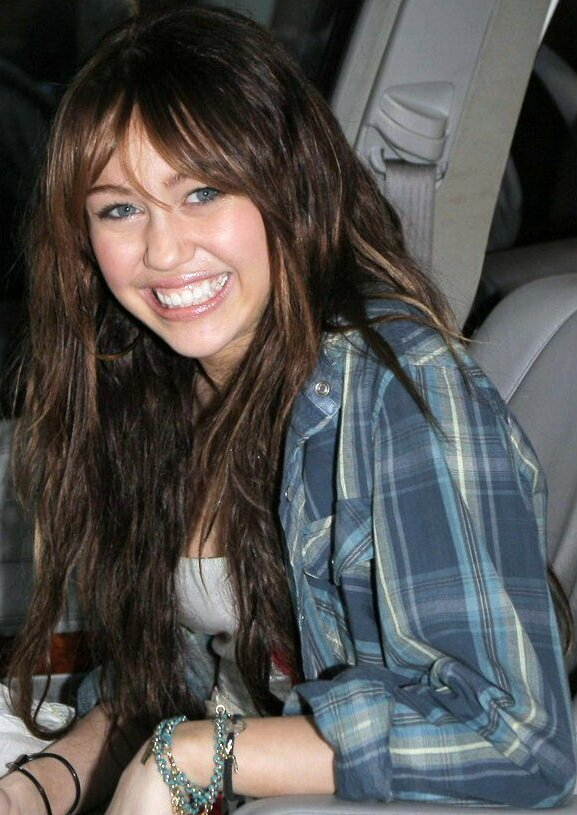
笑顔のマイリー・サイラス（2008年）

2008年の誕生日はカリフォルニアのディズニーランドを借り切ってパーティーを開いた。3時間借り切り、およそ3億円の誕生日会となった。セレーナやニックは招待されなかった。
2009年10月、翌年公開予定の映画『ラスト・ソング』で共演し交際し始めたリアム・ヘムズワースが彼女にTwitterアカウントを持っていないからTwitterを止めてほしいと頼み、彼女はTwitterアカウントを停止した。その後、YouTubeに自らラップで弁明をした動画を上げて話題になった。2010年4月に「11月23日、私の誕生日に結婚しようと思うの。パパもママも反対なんだけど、説得しているの」と話した。
6月には破局騒動が流れたが「別れてなんていない」とマイリーが自身のMySpaceで発表し、その後もリアムとデートしていることから噂は消えた。しかし2010年8月にリアムの代理人より正式な破局が発表された。理由はマイリーが恋愛より仕事を優先させたからである。しかし、その後復縁が報道された。
2009年、ペットのホワイト・スイス・シェパード・ドッグを飼いMate（メイト）と名付ける。Mate（メイト）とはオーストラリア独特の表現で「友達」や「相棒」という意味。交際中のオーストラリア出身俳優リアム・ヘムスワースの影響であると考えられている。
2010年、『フォーブス』誌によるThe Celebrity 100（もっともお金持ちでパワフルなセレブランキング）の25歳以下の部において第2位を獲得した（1位を獲得したのはレディ・ガガ）。総合では第13位を獲得した。
初の一人暮らしに選んだのは、3億円の豪邸だったが、実家との距離はわずか十数メートルであった。
2012年半ばまで、ニックと破局した直後を除いてずっと栗色のスーパーロングヘアで、ティーンの憧れるヘアスタイルのトップであった。彼女のトレードマークでもあったが、髪をブロンドにし、肩までの長さにする。その後、すぐにブロンドの髪を白みがかった色にし、ショートヘアにした。このヘアチェンジは話題となり、テレビ番組でパロディにされたり、以前ブリトニーが坊主にしたように、頭がおかしくなってしまったのではないかと囁かれたが、本人は「ただ髪型を変えたかっただけよ」と語っている。11月中旬にはさらに髪を短くし、ベリーショートになっている。
2012年5月31日に、リアム・ヘムズワースからプロポーズされ、婚約するが、2013年9月に婚約解消したことを正式に発表し、認めた。
その後、アーノルド・シュワルツェネッガーの息子、パトリック・シュワルツェネッガーと交際。しかし破局。
2016年に元婚約者リアムと復縁し、再び婚約。
マイリーのファンの総称は「スマイラー」(smiler) （自身のニックネームがスマイラーだったため）
2013年の、米人気男性雑誌『Maxim』で、最もホットな女性100人の一位に選ばれる。『Maxim』側が公式発表する前に、事前に知らせを聞いたマイリーは嬉しすぎてパニックになり、ツイッターで自身が選ばれたことをバラしてしまうというちょっとしたハプニングが起こる。

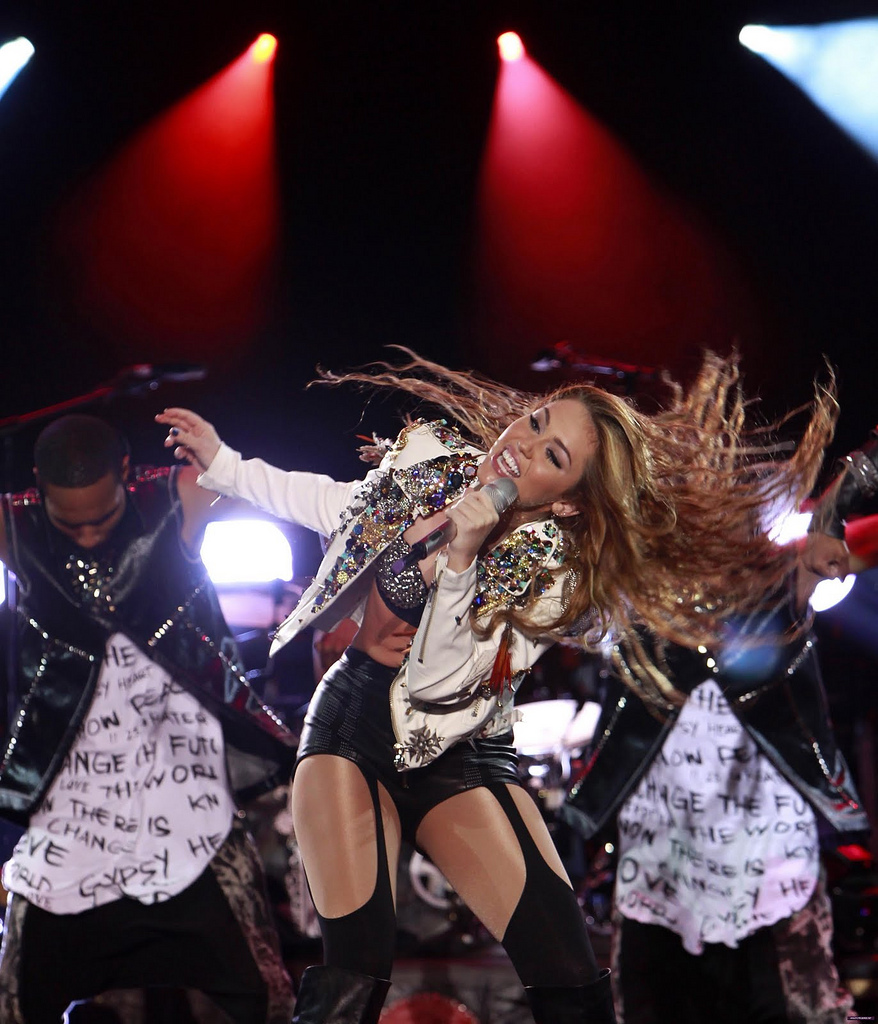
2011年

マイリーは以前から、歌手のテイラー・スウィフトと、同じディズニーチャンネルスターのセレーナ・ゴメスの一部の幼稚なファンから、嫌がらせを受けていたが、我慢の限界に達し、ツイッターで「アカウント名にセレーナとかテイラーって名前が入っている人たちは、私に何か悪いことが起きるのを期待しているんです（特に「死ね」とか）。スマイラーは「そんなことをしないでください。」「自分の嫌いなアーティストの事を悪く言うよりも、お気に入りのアーティストを一生懸命応援してあげたほうが、あなたちが好きなアーティスト達は喜ぶと思います。」「スマイラーは決して、他のアーティストをけなす事によって、私を応援していると勘違いしないで。私には、あなた達が私の音楽と私自身を好きでいてくれれば、それだけで誇りに思う」「あなたたちはなぜ友達になれないのでしょう？」とツイート。
だがこれに対し、ほんの一部のセレーナとテイラーファンは、関係のないマイリーの妹のノアの話を持ち出し「ノアはテイラーに悪口を言ったのよ。マイリー、あんたは愚痴を言えないはず。」とコメントをしたため、スマイラー達は激怒。「マイリーはノアとは関係ない。それにマイリーは、テイラーとセレーナを批判するスマイラーから、テイラーとセレーナを守ったのよ」「マイリーの妹が誰かの悪口を言ったら、マイリーは何も言えなくなるわけ？マイリーの言っている事は正論なのに、聞こうともしないのね。」などと批判の声が続出。中には、一生懸命ファン達の喧嘩を止めようとするテイラーファンとセレーナファンも現れる。
2013年6月、 今のショートヘアに飽き、ロングヘアに戻したいと明かす。彼女は「私は密かに毎晩髪を引っ張っているし、(髪を伸ばすサプリの)ヴィヴィスカルを摂っているの。うそじゃないわ。でも、ショートヘアのうちはロックにいくわよ」と明かす。
2015年に『シークレット・アイドル　ハンナ・モンタナ』に主演したことが原因で、身体醜形障害を患ったことを告白。
2018年12月23日にリアム・ヘムズワースと結婚したが、2019年7月に「まだ女性に対して性的に強く魅力を感じる」と発言し、2019年8月10日に別居を発表。直後の8月11日に女性タレントのケイトリン・カーターと水着姿でキスを交わし、ロサンゼルスで同棲を開始したと話題になったが、1か月半で破局。10月4日には男性歌手コーディー・シンプソンとキスをしている姿が目撃され、交際を開始した。「いい男がいないからゲイ（ケイトリンとの関係）になった」と発言したことでLGBTQコミュニティから批判を浴びたが、その後、発言は撤回された。現在は夫のリアム・ヘムズワースが離婚を申請中であり、離婚はまだ成立していない。マイリーがリアムやケイトリンのアカウントをアンフォローしたことも話題となった。

## 資産・金銭

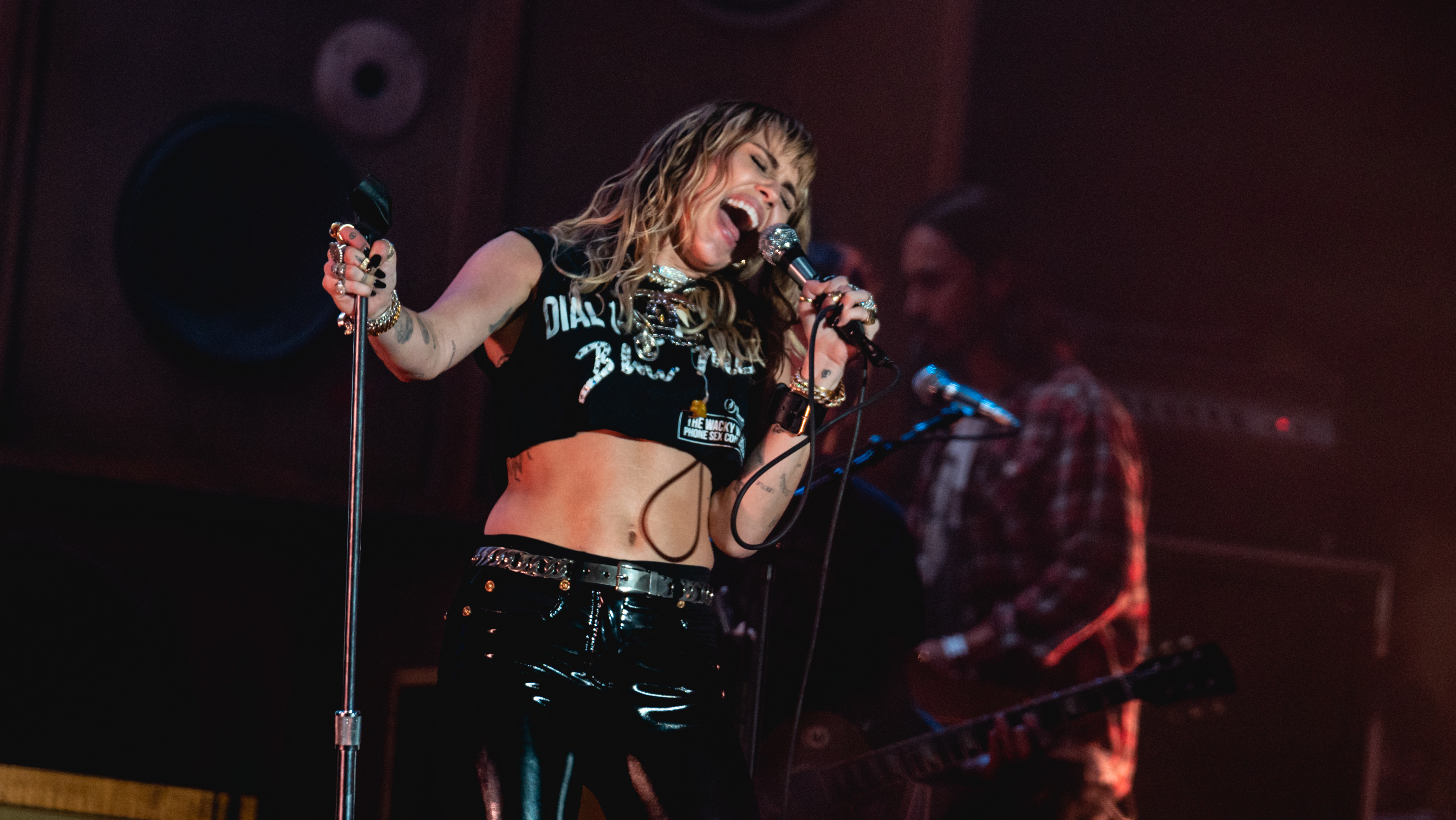
2022年

主にテレビドラマ、ショー、映画、グッズ、ブランドの衣料品や玩具、ツアー、そして音楽販売により稼いでいる。
2001年から2017年の間に3億6,000万ドル以上稼いだと推定されている。
2017年時点で純資産は約2億ドルとされている。
2008年4月、『WENN』によると、マイリーの2007年度の年収が1,800万ドル（日本円で約18億円）であることがわかった。『ハンナ・モンタナ』の高額出演料の他、映画版の収益、アルバムの契約金、関連商品などの売り上げによるものだという。
2009年の年収は約42億円。
2010年5月、米「ニューヨーク・ポスト」がティーンTVスターのギャラをランキングで発表し、マイリーは『ハンナ・モンタナ』の1話あたりの出演料が15,000ドル（日本円で約135万円）で6位にランクインした。
2010年12月、米経済誌『フォーブス』が「エンターテインメント業界で最も稼いだ人物」のランキングを発表し、4,500万ドル（日本円で約36億9,000万円）を稼いで19位にランクインした
2014年の『フォーブス』誌では3,600万ドル稼ぎ17番目に稼いだ有名人としてランクインした。

## 慈善事業とハッピー・ヒッピー・ファウンデーション
2014年5月にホームレスやLGBTQ＋を援助するチャリティー『ハッピー・ヒッピー・ファウンデーション』を立ち上げた。
2016年時点で『マイ・フレンズ・プレイス』と共同でホームレスの子どもたちに「4万食、2万スナック、4万足の下着と靴下」を寄付している。
2011年には早くも、さまざまな慈善団体に寄付し始めた。チャリティー『キッズ・ウィッシュ・ネットワーク』を通してファンと会い、その後数年間でたくさんのチャリティーシングルを出し、そしてハリケーンハーヴェイ犠牲者のためのコンサートやアリアナ・グランデの『ワン・ラブマンチェスター』のような慈善コンサートでパフォーマンスした。
2019年現在、『メイク・ア・ウィッシュ財団』、『Cystic Fibrosis Foundation』、『Love is Louder Than the Pressure to Be Perfect』、『St. Jude’s Children’s Research Hospital』を含む39の有名な慈善団体をサポートしている。

## エピソード

### プライベート写真の流出

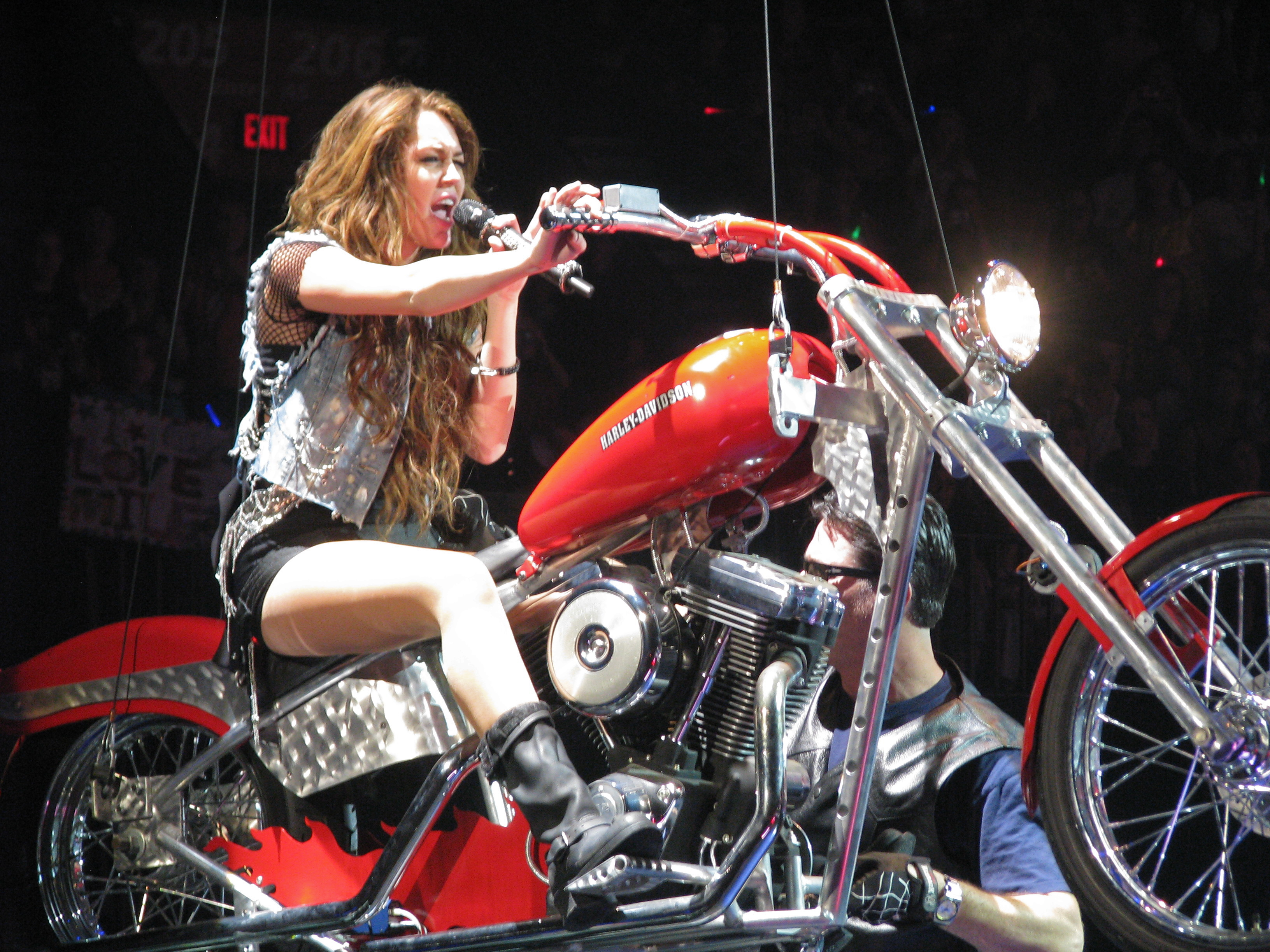
2009年

2007年10月、彼女のメールアドレスがクラッカーによって意図的にクラッキングされ、彼女自身がプライベートで撮影した写真等が流出。その中には下着姿でポーズをとっていたり、Tシャツのままシャワーを浴びているなどかなりセクシーなものがあり騒動になった。写真の中にはニック・ジョナスのネックレスをしているものも発見された。その後ハッカーの男は逮捕された。この男は騒動になった際、それらの写真を流出させたのは自分だと周囲に自慢していて、アドレスをクラッキングする方法なども言いふらしていたという。
2007年12月には、プライベートの擬似レズビアン写真が流出した。これに対して彼女は「何も悪いことしていないし、無邪気に写真をとっていただけ。こんなことで騒がれるのはおかしい」とコメントした。
2008年1月、自分でパープルのTシャツをめくり上げ、パンティを自ら見せているようにも見えるマイリーやビキニ姿、ベッドの上で横たわり乳首がくっきりしているなどのセクシーな写真が流出し、これらはMySpaceのページに掲載された。
2008年04月、彼女は当時交際中の男子高校生トーマス・スタージスと、黒いブラジャー姿で戯れている写真や自分からブラジャーをチラ見せしているなどがMySpaceから流出し、まだ15歳であるという年齢や、同年代や年下のファンから絶大な支持を得るスーパーアイドルであったことから非難された。このとき彼女は「ネットで流出した写真の自分は不謹慎で不適切だったと反省してます」とファンらに謝罪した。
2010年11月、Gossip誌OK!によると、パーティーに出席した時に携帯電話を盗まれてしまい、ヌード写真が流出された。だが、顔は写っていなく、左の肋骨部分に入っているはずの"JustBreathe"のタトゥーがなかった。従って、全くの別人に決まった。他にもヌード写真があるが、顔も、髪色も違うということでマイリーではない。

### 米バニティ・フェア誌でのセミヌード
2008年6月号の米誌『ヴァニティ・フェア』にセミヌードで登場したことが騒動となった、シーツを抱いてバストトップを隠して背中を見せるという考えと撮影はアニー・リーボヴィッツによるもので、マイリーの両親は写真撮影の間中ずっとその撮影現場にいた。インタビューでブルース・ハンディにポーズをとるとき不安だったか聞かれると「いいえ、だって大きなブランケットをまとっていたから。そしたら可愛く、完璧に自然に見えると思った。本当に芸術的だと思うし。そんな不細工な感じではなかった。アニーにはNoと言えないわ、彼女はとても可愛いし。子犬のような見た目で頼まれたらOKって言うしかないわ」と答えた。この写真（撮影）が15歳（撮影当時）という年齢に不相応であり、ティーン達に悪影響を及ぼすと波紋を呼んだ。彼女は公式に謝罪、後のインタビューで「『芸術性』を求めて撮影に参加したけど、今になって写真を見てカバーストーリーを読むと、どうしても困惑してしまうの」と語った。この声明を受けて米紙「ニューヨーク・ポスト」は「マイリーの恥」と題して彼女が手でバストトップを隠している写真を一面に掲載、同じく「ニューヨーク・タイムズ」は彼女のフランチャイズであるディズニー・スタジオに悪影響を与えると論じるなど騒動は大きな広がりを見せた。だが、現在は「悪いことしたなんて思ってないわ」とF用語を発しながら断言した。

### アジア人中傷写真の流出
2009年2月3日に、彼女がアジア人も含む友人と撮った個人的な写真の中に目尻をつりあげた写真が発見されたため、アジア・太平洋系住民の社会的・政治的な福祉の向上を目指している中華系全米アジア人団体OCAは人種差別であるとして彼女を非難し謝罪するよう求めた。彼女は同サイト内で「"変な顔"をしてふざけていただけ。誰も侮辱してません。この写真を見て、勘違いされたら悲しいわ。マスコミは私にバッドガールのイメージを植え付けようとしているの」と、今回の騒動自体メディアの言いがかりであると述べたが、中華系全米アジア人団体OCAは「十分な謝罪ではない」と反論した。後日、サイラスはグラミー賞翌日の9日に「私は差別するつもりはなかったと申し訳なく思っていることを強調したい」と前回のコメントが謝罪だったと改めてコメントしたが、ルーシー・J・キムというロサンゼルス在住の女性が高等裁判所に告訴。この女性はアジア・太平洋出身のロサンゼルス在住市民100万人を代表し、一人当たり4000ドル（36万円）の損害賠償を求め、概算では3600億円以上だという。アジア系女性コメディアンのマーガレット・チャウも彼女に対する批判の曲を書いて発表するなど、批判は相次いでいるが、2度も謝罪している彼女はこれ以上言葉で謝罪しても効果がないと判断しアジアに友好的という主張をするため、13日に恋人と「ウェイバリー通りのウィザードたち」のセレーナ・ゴメス、「キャンプ・ロック」のデミ・ロヴァート（ディズニーのティーン・セレブ）を連れて、ウェストハリウッドの超高級寿司レストランKOIに訪れた。

### 2009年ティーンチョイスアワードでのパフォーマンス
彼女は「Party in the U.S.A.」を2009年8月10日のティーン・チョイス・アワードでパフォーマンスし、そのパフォーマンスのテーマが物議を醸した。パフォーマンスについての批判は挑発的なダンスを踊り、アイスクリームの車の上でポールダンスを踊り、アメリカ合衆国の文化について馬鹿にしていると思わせるようなそのテーマに集中している。批判のうちのいくつかは、ブリトニー・スピアーズのマイナス面との類似点を挙げた：一方でサイラスはそれを歓迎してる。他の人は、彼女は6つも賞を得たにもかかわらず、そのパフォーマンスを実際以上に性的なイメージに結びつけ集中批判するべきでないと彼女を擁護した。ウォルト・ディズニー・カンパニーはその事件から距離を置くことに努めている。

### 2009年AOLの投票
700万以上のアルバムを売り上げ、自らのファッションブランドを立ち上げ、『ハンナ・モンタナ/ザ・ムービー』（2009年）で世界の劇場で154万ドルを売り上げたのにもかかわらず、上記のような出来事が立て続けて起こったため、テイラー・スウィフトのMTV Video Music Awardsでのスピーチの場を妨害した3位のカニエ・ウエスト19%と、2位のブリトニー・スピアーズ27%に大差をつけた42%で、彼女はAOLのJSYK.comで2009年の最も悪い影響力のある人物に選ばれた。

### DaveDays
YouTubeにおける人気チャンネル『DaveDays』のビデオに友情出演。DaveDaysはメジャーなプロミュージシャンではなく、多くのファンを驚かせた。映画『The Last Song』のプロモーションの一環と考えられる。

### チャリティー活動
ディズニーアイドルの時代から様々なチャリティーに積極的に参加していて、最近では動物の保護や、自身でチャリティー団体 LGBT支援のhappihippie、ホームレス支援のmyfriendsplaceを立ち上げた。 チャリティー活動した有名人 2012年2位 2014年4位 2015年2位に選ばれている。

### 中絶推進団体とのコラボレーション
サイラスがマーク・ジェイコブスと共同でチャリティTシャツを製作し、販売した募金相手であるプランド・ペアレントフッドは、アメリカで中絶手術を行っているプロチョイス（中絶賛成派）の団体であり、中絶胎児の臓器売買スキャンダルなどを起こし、プロライフ（中絶反対派）の団体から激しい抗議を受けている。TシャツにはPro Choice（中絶賛成！）と書かれている。

### スウィート・シックスティーンのお祝い
2008年10月25日、カリフォルニアのディズニーランドを3億円で借り切り、16歳の誕生日パーティーを盛大に開催したが、その際に一般客も招待され、入場チケットを1枚250ドル（日本円で約2万5,000円）の限定枚数で販売した。このチケットの収益金は寄付したという。

## 主な出演作品

### ドラマ
- 『シークレット・アイドル ハンナ・モンタナ』 - Hannah Montaana （2006年 - 2011年） ※マイリー・スチュワート / ハンナ・モンタナ役
- 『ハーパー★ボーイズ』 - Two and a Half Men  (2012年) ※ミッシー役
- 『ブラック・ミラー』 - black mirror (2019年) ※アシュリー・オー役

### 映画
- 『ビッグ・フィッシュ』 - Big Fish (2003年)
- 『ハンナ・モンタナ ザ・コンサート 3D』 - Hannah Montana and Miley Cyrus: Best of Both Worlds Concert (2008年)
- 『ボルト』 - Bolt (2008年) ※ペニー役（声の出演）
- 『ハンナ・モンタナ ザ・ムービー』 - Hannah Montana: The Movie (2009年) ※マイリー・スチュワート / ハンナ・モンタナ役
- 『ラスト・ソング』 - The Last Song (2010年) ※ロニー役
- 『セックス・アンド・ザ・シティ2』 - Sex and the City 2 (2010年) ※本人役
- 『ジャスティン・ビーバー ネヴァー・セイ・ネヴァー』 - Justin Bieber: Never Say Never (2011年) ※ドキュメンタリー映画、本人役
- LOL (2012年) ※ローラ役
- 『ミス・エージェント』 - So Undercover (2012年) ※モリー・モリス/ブルック・ストーンブリッジ役
- Miley: The Movement (2013年)
- 『ナイト・ビフォア 俺たちのメリーハングオーバー』 - The Night Before (2015年) ※本人役
- 『ビル・マーレイ・クリスマス』 - A Very Murray Christmas (2015年) ※本人役
- 『ウディ・アレンの6つの危ない物語』 (2016年) ※レニー・デイル役
- 『ガーディアンズ・オブ・ギャラクシー: リミックス』 - Guardians of the Galaxy Vol. 2 (2017年) ※メインフレーム役 (声の出演兼カメオ出演)
- 『ドライブアウェイ・ドールズ』 - Drive-Away Dolls (2024年) ※クレジットなし

## ディスコグラフィ
詳しくはマイリー・サイラスのディスコグラフィーを参照。

### スタジオ・アルバム
- 『ミート・マイリー・サイラス』 - Meet Miley Cyrus (2007年)
- 『ブレイクアウト』 - Breakout (2008年)
- 『キャント・ビー・テイムド』 - Can't Be Tamed (2010年)
- 『バンガーズ』 - Bangerz (2013年)
- 『マイリー・サイラス・アンド・ハー・デッド・ペッツ』 - Miley Cyrus & Her Dead Petz (2015年)
- 『ヤンガー・ナウ』 - Younger Now (2017年)
- 『プラスティック・ハーツ』 - Plastic Hearts (2020年)
- 『エンドレス・サマー・バケーション』　- Endless Summer Vacation (2023年)
- Something Beautiful (2025年)

### EP
- 『タイム・オブ・アワ・ライヴス』 - The Time of Our Lives (2009年)
- 『シー・イズ・カミング』 - She Is Coming (2019年)

### シークレット・アイドル ハンナ・モンタナ
- Hannah Montana (2006年)
- Hannah Montana 2: Meet Miley Cyrus (2007年)
- Hannah Montana:The Movie Soundtrack (2009年)
- Hannah Montana 3 (2009年)
- Hannah Montana Forever (2010年)